# Lasur
Lasur és un poble del districte de Jalgaon a Maharashtra amb les ruïnes d'una fortalesa, una font i les restes d'una mesquita. La fortalesa fou desmantellada pels britànics i la casa de la família Thoke es va cremar al final del segle xix.
Aquesta família era representativa del Khandesh al començament del segle XIX: els mercenaris del Carnàtic contractats per cada propietari s'havien fet tan arrogants i exigents que Gulzar Khan Thoke, senyor del fort de Lasur va contractar un cos d'àrabs per oposar-se als mercenaris, però no els va poder pagar ni controlar i llavors el va utilitzar per assolar els territoris veïns; els terratinents afectats es van unir i van subornar als àrabs per assassinar Gulzar Khan i el seu fill gran Aliyar Khan quan eren a la vila de Chopda. Un segon fill, Alaf Khan, es va escapar de Lasur i es va refugiar amb Surajl Rao Nimbalkar de Yaval, retornant amb alguns mercenaris del Carnàtic facilitats pel seu amfitrió; amb l'excusa de pagar als àrabs el que se'ls devia, va entrar al fort i els mercenaris van agafar als àrabs i els van matar; però en lloc de recuperar el fort, els mercenaris el van entregar al seu senyor Nimbalkar. Desesperat, Alaf Khan es va aliar als bhils i va saquejar sense misericòrdia fins que Nimbalkar va acceptar retornar-li el fort a canvi de diners (10.000. rúpies). El capità Briggs va avançar aquesta quantitat a la família Thoke i va ocupar el fort amb forces britàniques, i després un membre de la família va rebre diversos càrrecs dels britànics entre els quals senyors de les muntanyes i del pas de Bhirran i caps de Lasur. La vila tenia 2.500 habitants el 1901.